# شهرستان ستژلتسه
شهرستان ستژلتسه (به لهستانی: Powiat Strzelce) یک شهرستان در لهستان است که در استان اوپوله واقع شده‌است. شهرستان ستژلتسه ۷۴۴٫۲۸ کیلومتر مربع مساحت و ۸۰٬۸۲۸ نفر جمعیت دارد.